# Noland Arbaugh
 (mai 2024).
Noland Arbaugh (né en 1993 ou 1994) est un homme tétraplégique américain connu pour avoir été le premier humain à recevoir l'implant d'interface cerveau-ordinateur (BCI) de Neuralink. Ce procédé lui permet de gagner en autonomie à la suite d'une paralysie induite par une blessure à la moelle épinière.

## Avant l'accident
Noland Arbaugh est né à Yuma, en Arizona. Il a étudié à la Texas A&M University.
En 2016, alors qu'il travaillait comme moniteur de camp d'été au Island Lake Camp à Starrucca, en Pennsylvanie, il est victime d'un accident de natation et est gravement blessé à la moelle épinière. Sa blessure conduit à une tétraplégie,.

## Interface cerveau-ordinateur de Neuralink
Noland Arbaugh devient la première personne à recevoir un implant cérébral développé par Neuralink, société de neurotechnologie cofondée par Elon Musk.

### Expérience post-opératoire
Selon Noland Arbaugh, l'opération s'est déroulée sans problème. Il est sorti de l'hôpital le lendemain sans troubles cognitifs.
Il estime que la technologie fournie par Neuralink a considérablement changé sa vie, lui donnant un niveau d'indépendance qu'il n'avait plus connu depuis son accident. L'implant lui permet de contrôler un curseur d'ordinateur avec ses pensées, et ainsi, d'accomplir certaines activités numériques (bouger une souris, naviguer sur Internet, jouer à des jeux),. Malgré quelques problèmes avec la puce, il a pu à nouveau jouer à des jeux comme Civilization 6, les échecs et Old School Runescape.

### Panne de l'implant
Environ trois semaines après l'opération, certaines fonctionnalités ont commencé à tomber en panne, empêchant Noland Arbaugh de contrôler correctement le curseur,. Neuralink l'impute à la rétractation des câbles insérés dans le cortex moteur. Dans les deux semaines qui ont suivi, la société opère des mises à jour qui diminuent nettement ces dysfonctionnements. Noland Arbaugh rapporte en 2024 que l'entreprise prévoit de lui enlever le dispositif à la fin de l'essai clinique et de tester une nouvelle version sur un autre patient.